# Weinbau in Washington
Weinbau in Washington bezeichnet den Weinbau im amerikanischen Bundesstaat Washington. Gemäß US-amerikanischem Gesetz ist jeder Bundesstaat und jedes County per definitionem eine geschützte Herkunftsbezeichnung und braucht nicht durch das Bureau of Alcohol, Tobacco, Firearms and Explosives als solche anerkannt zu werden. 
Zwar umgeben einige Weinberge den Puget Sound im westlichen Washington, doch ist hier nicht viel Platz für Weinberge, zudem herrschen kühle und regnerische Bedingungen.
Washington State → ca. 11.800 ha Rebflächen inkl. Hybriden und Labrusca

## Klima
Westliches Washington (nur 1 % der Gesamtrebfläche)
- mild und feucht durch Nähe des Pazifiks und Wirkung des Puget Sound

Östliches Washington (ausgedehntes, landwirtschaftlich genutztes Hügelland, Großteil der Rebflächen)
- durch Cascade Mountains gegen Meeresluft abgeschirmt
- heiß mit steppenhaften, trockenem Sommern und kalten bis arktischen kalten Wintern
- Bewässerung notwendig
- Weinberge auf Süd- und Südwesthängen für Wärme im Winter
- Problem: Frost
- hohe Temperaturunterschiede zwischen Tag/Nacht

Die meisten Reben wachsen im Landesinneren in den unfruchtbaren Tälern des Flusses Columbia und seines Nebenflusses Yakima. Eine weitere AVA, Walla Walla, die sich auch auf das Staatsgebiet von Oregon erstreckt, liegt noch weiter östlich; sie gehört zu den wärmeren Weinbauregionen im Staat.
Das Bassin des Columbia River liegt im Regenschatten der Cascade Mountains. Mit nur 200 Millimeter jährlichem Niederschlag ist es schon fast eine Halbwüste, Bewässerung aus dem Fluss ist unabdingbar. Der Vorteil für den Weinbau sind die langen Sonnenstunden und die beständig hohen Sommertemperaturen. Sonnige Tage und kühle Nächte lassen die Trauben optimal reifen, die bei hoher natürlicher Säure reife Fruchtaromen entwickeln. Ein großes Problem sind strenge Fröste im Winter, in denen regelmäßig Teile des Weinberges erfrieren und neu bepflanzt werden müssen.
Die Ernte kann nach einem solchen Frost um mehr als die Hälfte geringer ausfallen. Wegen der sandigen Böden stellt die Reblaus keine Gefahr dar, die meisten Reben wachsen daher wurzelecht.

## Rebsorten
Die wichtigsten Rebsorten sind Chardonnay, Merlot und eleganter reifefähiger Cabernet Sauvignon, doch auch der ausladende, dunkle, außerordentlich konzentrierte Syrah gibt zu großen Erwartungen Anlass, insbesondere in Walla Walla.